# Apparizioni della Signora di tutti i popoli

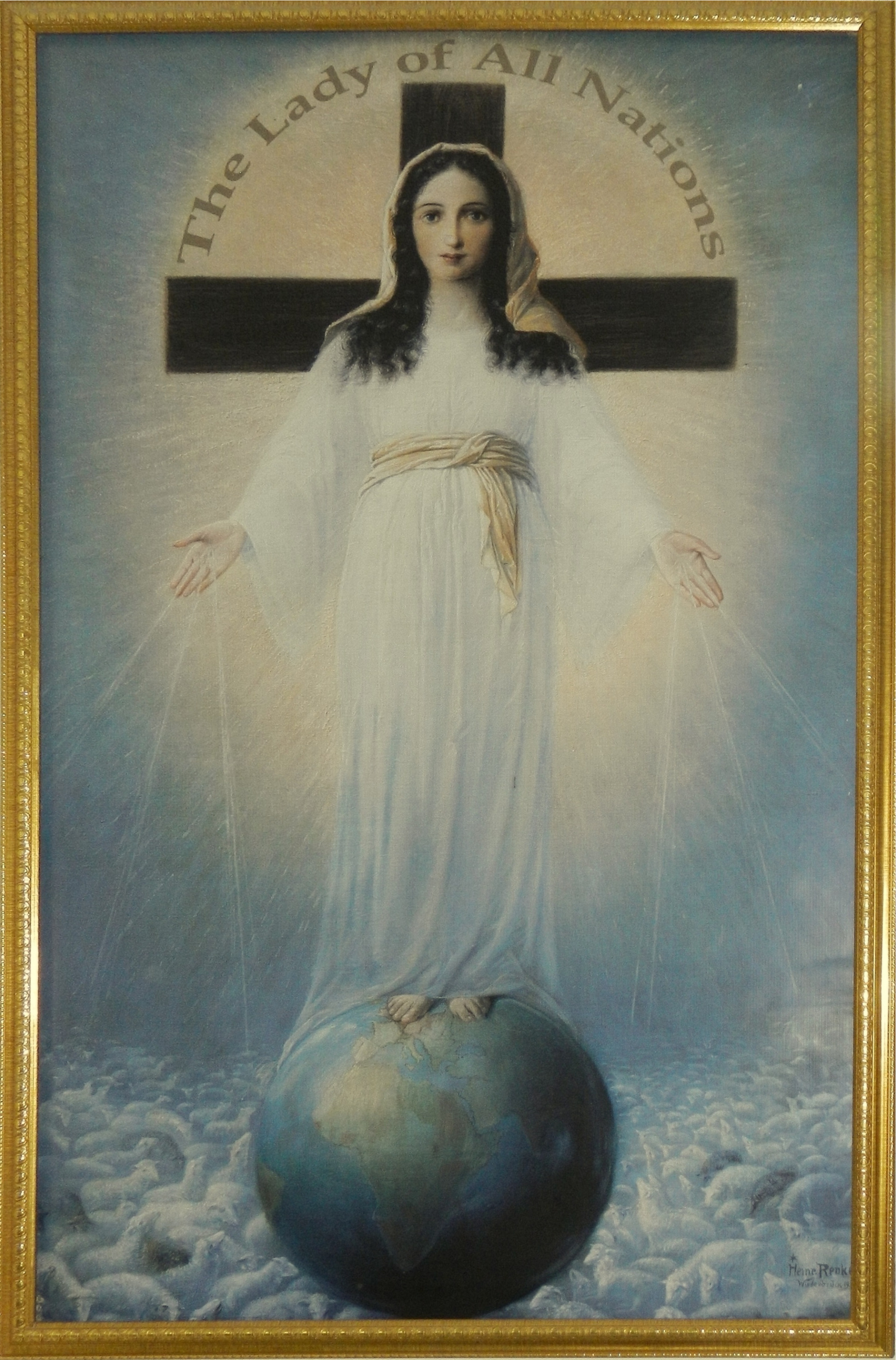
Immagine della Signora di tutti i popoli

Per apparizioni della Signora di tutti i popoli si intendono, secondo la Chiesa cattolica, cinquantasei apparizioni della Madonna, che si sarebbero manifestate ad Amsterdam alla veggente Ida Peerdeman, tra il 1945 e il 1959.

## La storia
Isje Johanna Peerdeman, detta Ida, nacque il 13 agosto 1905 ad Alkmaar, nei Paesi Bassi, ultima di cinque figli. A otto anni perse la madre, morta a trentacinque anni insieme all'ultimo figlio appena nato.
La sorella Gesina si occupò allora delle tre sorelle e del fratello Piet, essendo il padre, commerciante di tessuti, spesso assente per lavoro.
La prima delle apparizioni avute da Isje sarebbe accaduta in realtà il 13 ottobre 1917, giorno nel quale si sarebbero concluse, con il famoso episodio del miracolo solare, le apparizioni mariane di Fátima. La veggente, allora dodicenne, riferì di aver visto, mentre ad Amsterdam rincasava dopo la confessione, una donna luminosa d'eccezionale bellezza, che identificò subito con la Vergine Maria. Disse che la "Bella Signora" le sorrideva senza parlare, tenendo le braccia leggermente aperte. Ida, su consiglio del suo direttore spirituale, padre Frehe, non divulgò l'episodio, nonostante si fosse ripetuto per altri due sabati.
Le apparizioni più lunghe cominciarono però solo nel 1945, poco prima che finisse la guerra, quando la veggente aveva all'incirca 35 anni, il 25 marzo, festa dell'Annunciazione. La Madonna sarebbe apparsa a Ida quando questa era nella sua casa in compagnia delle sorelle e del padre spirituale, don Frehe, e le avrebbe rivelato di essere "Signora" e "Madre" di tutti i popoli.
Nelle successive apparizioni, gradualmente, la Madonna le avrebbe rivelato il piano di salvezza preparato da Dio per il mondo, da realizzarsi tramite la Madre. Per questo Maria le avrebbe dato un'immagine e una preghiera.
L'immagine raffigura la Madre di Cristo, con la croce alle spalle e con i piedi poggiati sul globo terrestre, circondato da un gregge di pecore, simbolo dei popoli di tutto il mondo che, secondo il messaggio, avrebbero trovato la pace solo volgendo lo sguardo alla croce. Dalle mani di Maria si irradiano raggi di Grazia. Tale immagine della Madonna presenta moltissime similitudini (globo sotto i piedi, raggi di luce dalle mani verso il basso) con quella apparsa a Caterina Labouré nel 1830 e nella stessa apparizione richiesta da Maria per essere raffigurata sulla medaglia miracolosa.
Per quanto riguarda la preghiera, la Madonna si sarebbe così espressa nei messaggi: con la recita quotidiana della preghiera "Ti assicuro che il mondo cambierà" (29.4.1951); "Questa preghiera è data per la conversione del mondo" (31.12.1951); "Tramite questa preghiera, la Signora salverà il mondo" (10.5.1953); "Non conoscete la potenza e l'importanza di questa preghiera presso Dio" (31.5.1955).

Questo il testo della preghiera, tradotta in ottanta lingue: 
La Madonna avrebbe inoltre chiesto di inviare una lettera a Roma, affinché il papa emanasse un quinto dogma mariano, riguardante il ruolo di Maria quale Corredentrice, Mediatrice e Avvocata del genere umano.
Nella notte tra il 18 e il 19 febbraio 1958, la Madonna avrebbe annunciato alla veggente che papa Pio XII sarebbe morto ai primi di ottobre dello stesso anno. Il padre spirituale di Ida le chiese di annotare il contenuto di quel messaggio e di conservarlo in una busta chiusa. Pio XII morì effettivamente il 9 ottobre a Castel Gandolfo.
Nei messaggi la Madonna avrebbe detto a Ida di avere scelto Amsterdam perché città del miracolo eucaristico del 1345. Un altro miracolo eucaristico si sarebbe inoltre verificato nel 1429 ad Alkmaar, luogo natale della veggente.
Ida Peerdeman morì il 17 giugno 1996, all'età di novant'anni.

## Il riconoscimento da parte della Chiesa cattolica
Nel maggio 1974 la Congregazione per la Dottrina della Fede, con l'approvazione di Papa Paolo VI, confermò un giudizio di non constat de supernaturalitate che era stato dato dal vescovo di Haarlem Johannes Huibers nel 1956. Il testo del comunicato del 1974 è stato reso noto l'11 luglio 2024 dal Dicastero per la Dottrina della Fede.
Il 31 maggio 2002 il vescovo di Haarlem, Joseph Maria Punt, riconobbe l'autenticità delle apparizioni della Signora di tutti i Popoli. Il 30 dicembre 2020 il nuovo vescovo di Haarlem, Johannes Hendriks, ha scritto che "la venerazione di Maria con questo titolo è permessa", ma ha aggiunto: "ciò che può essere inteso come un riconoscimento (implicito) dei messaggi e delle apparizioni deve essere evitato, poiché la Congregazione [per la Dottrina della Fede], al riguardo, ha dato un giudizio negativo che è stato confermato da papa Paolo VI"..